# Campeonato de Portugal 1924
Il Campeonato de Portugal 1924 fu la terza edizione del Campeonato de Portugal, torneo antenato della Coppa di Portogallo. La competizione fu giocata dal 18 maggio al 6 giugno 1924. L'Olhanense vinse il suo primo titolo nazionale della sua storia, uscendo trionfatore nella finale giocatasi all'Estádio do Campo Grande di Lisbona contro il Porto per 4-2.

## Partecipanti
- Algarve:  Olhanense
- Braga:  Braga
- Coimbra:  Académica
- Madera:  Marítimo
- Porto:  Porto
- Portalegre:  Portalegrense
- Santarém:  Sporting Tomar
- Setúbal:  Vitória Setúbal
- Viana do Castelo:  Vianense

## Primo Turno
Le partite furono giocate il 20 maggio 1924.
|               | Risultato |                 |
| ------------- | --------- | --------------- |
| Vianense      | 2 - 0     | Braga           |
| Portalegrense | 0 - 9     | Sporting Tomar  |
| Olhanense     | 1 - 0     | Vitória Setúbal |
| Porto         | 3 - 2     | Académica       |

## Secondo Turno
La partita si giocò il 1º giugno 1924.
|           | Risultato |          |
| --------- | --------- | -------- |
| Olhanense | 5 - 1     | Marítimo |

## Semifinali
Le semifinali si giocarono il 25 maggio 1924.
|           | Risultato |                |
| --------- | --------- | -------------- |
| Olhanense | 6 - 0     | Sporting Tomar |
| Vianense  | 1 - 3     | Porto          |

## Finale
| Arbitro: | Germano Vasconcelos (Braga) |

|                                                     |           |                            |
| Graça 3’ Tamanqueiro 40’ (rig.) Gralho 67’ Belo 85’ | Marcatori | 15’ Hall 17’ (rig.) Bastos |

| Olhanense | FC Porto |

### Formazioni
| POR         |  | Catita               |
| DIF         |  | Américo Martins      |
| CEN         |  | Tamanqueiro          |
| CEN         |  | Falcate              |
| CEN         |  | Fausto Peres         |
| ATT         |  | José Belo            |
| ATT         |  | Joaquim Gralho       |
| ATT         |  | Francisco Montenegro |
| ATT         |  | Júlio Costa ()       |
| ATT         |  | Cassiano             |
| ATT         |  | Delfino Graça        |
| Allenatore: |  |                      |
| Júlio Costa |  |                      |

| POR          |  | Borges Avelar       |
| DIF          |  | Álvaro Coelho       |
| DIF          |  | Alexandre Cal       |
| DIF          |  | José Bastos         |
| CEN          |  | Coelho da Costa     |
| CEN          |  | Artur Freire        |
| CEN          |  | Velez Carneiro      |
| CEN          |  | Floreano Pereira () |
| ATT          |  | João Nunes          |
| ATT          |  | Augusto Simplício   |
| ATT          |  | Norman Hall         |
| Allenatore:  |  |                     |
| Akös Teszler |  |                     |